# Facultatea de Psihologie și Asistență socială a Universității Alecu Russo
Facultatea de Psihologie și Asistență socială a Universității Alecu Russo din Bălți a fost creată în 2010, însă până atunci în cadrul Facultății de Pedagogie, Psihologie și Asistență socială exista catedra de Psihologie și Asistență socială . În structura facultății intră următoarele catedre: Psihologie și Asistență Socială; Științe Socioumaniste. 

## Specializări
Ciclul I (studii superioare  de licență):
- Asistență socială;
- Psihologie;

Ciclul II (studii superioare  de masterat):
- Supervizare în asistență socială;
- Politici și servicii sociale pentru familie și copil;
- Psihologie judiciară.